# Реформатський колегіум Дебрецена
Реформатський колегіум Дебрецена (угор. Debreceni Református Kollégium) — навчальний заклад, заснований в угорському місті Дебрецені в 1538 році як початкова академічна школа. На додаток до богослов'я в ньому також вивчали філософію, гуманітарні науки, природничі науки і юриспруденцію. Колегіум заклав основи для майбутнього угорського королівського університету; при цьому церковний заклад продовжував працювати і в роки соціалізму.